# Arena Breakout
Arena Breakout（アリーナ・ブレイクアウト）は、2023年7月14日にリリースされたFPSゲーム。※このページはパソコン版の　Arena Breakout Infinite とは別。

## 概要
基本的なルールは装備を購入、装備し、マップ内に複数あるコンテナや鍵を使用して高額アイテムを回収したり、戦闘員(bot)や敵プレイヤーであるコントラクターなどを倒し戦利品を集め、指定の地点で脱出する。死亡した場合は特例を除き全てロストする。
主なモードは「コントラクター」「インポスター」の二つがある。
- コントラクターモード

ゲーム内通貨から装備を購入し、戦闘員(bot)や敵コントラクター(プレイヤー)と戦闘する。
- インポスターモード

自分が指定した装備は持ち込めず、比較的安価な装備を支給され、「戦闘員」としてレイドに参加する。コントラクターと違いレイドがある程度進行した状態でスポーンし、脱出地点も専用の場所で脱出する。また、一部の例外を除き自分が攻撃するまでbotからは攻撃されない。
ただしインポスターモード、コントラクターモードに限らず死亡すると一部の例外(現金を支払うことなどで得られる安全コンテナ内のアイテム)を除いて全ての装備を失う。
また、コントラクターモードにおいては
- 通常
- 封鎖区画
- 立ち入り禁止区域

の３つがある。
通常モードでは、コントラクターモードかインポスターモードのどちらかを選びコーエン(ゲーム内通貨）をかけることなく入場することができる。(農場・渓谷・ノースリッジ・鉱山・軍港のみ)
しかし、封鎖区画は(農場・渓谷・ノースリッジ・テレビ局・武器庫のみ)は装備価値30000コーエン以上、入場料として5000コーエンが入場必要条件となる。通常マップよりは、レベルが高いので、アーマークラス3~5、弾薬貫通レベル3~4または5を所持していくことをおすすめする。
立ち入り禁止区域は農場・テレビ局・武器庫　のみとなり、装備価値80000コーエン以上、入場料12000コーエンとなっており、他のマップに比べ、非常にレベルが高い。アーマクラス5 ~6、弾薬の貫通レベル4~6の装備を装着していくことをおすすめする。なおレベルが高い分貴重な戦利品が出現しやすいため、ハイリスク・ハイリターンのモードとなっている。又期間限定でノースリッジ等の別のマップも実装される事がある。

### 主なマップ
- 農場
- 渓谷
- ノースリッジ
- 鉱山
- 軍港
- テレビ局
- 武器庫

### 各マップの特徴
- 農場 東西に長いマップになっており、近中距離戦闘が起きやすい。SMGやARを持っていくと有利に戦える。
- 渓谷 高低差のあるマップになっており、開けている場所が多く中遠距離戦闘が起きやすい。また、高台などでスナイパーライフルやマークスマンライフルを持ったプレイヤーなどが多く、狙撃されることが多い。精度の良いARやマークスマンライフルを持っていくと有利に戦える。
- ノースリッジ とにかく広いマップになっており、遠距離戦闘が起きやすい。マークスマンライフルやスナイパーライフルを持っていくと有利に戦える。さらに中央にあるノースリッジホテルには金庫が密集しており、多くのプレイヤーが集まる。又、現在のシーズンでは季節が冬になり雪に覆われています。レイド中は吹雪に注意が必要です。雪の特徴として、足跡が残ること、吹雪中は視界が悪化し、突風が吹くことがあります。突風は視界を悪化させるだけでなく、音も聞こえづらくします（屋内にいる場合は除く）。
- 軍港 入り組んだ市街地の小さめのマップになっており、近距離戦闘が起きやすい。また、脱出地点の下水道入口では入口から見て左端に敵が待っていることがあるのでグレネードやモロトフを投げてから入るようにすると安全。SMGやショットガンを持っていくと有利に戦える。
- 武器庫 少し広めのマップになっており、中距離戦闘が起きやすい。また、AR-30やSJ16、AX50など胴体ワンパンのできるスナイパーライフルを持ってきているプレイヤーも多い。激戦区となる武器庫は少し開けた場所もある。又脱出する際に大きなアラームが鳴る脱出地点がほとんどであり脱出時に狩られることも多い。ARなどを持っていくと有利に戦える。
- テレビ局 室内のマップになっており狭くなっているため、近距離戦闘が起きやすい。その為猛者が多く集まり、高額装備を着ている人が多いが逆に芋も多い。また、中央管理エリアは毒ガスが発生するため、ガスマスクかネブライザーを持っていくと安全。SMGやショットガンを持っていくと有利に戦える。
- 鉱山 どのマップよりも広く、車両を使わないと移動にかなり時間がかかる、広いため遠距離戦闘が起こりやすい。スナイパーライフルやマークスマンライフルを持っていくと有利に戦える。

### アーマークラスと弾薬貫通レベル
- アーマー貫通レベルが１ならアーマレベル１を貫通するというようにアーマのクラスと貫通レベルがある。

ただしアーマーレベルは6・弾薬貫通レベルは7までである。また貫通レベル0というものもあり
これらはプレーヤーの防具に守られていないところには莫大なダメージを与える．貫通レベルが上がるほど
プレーヤーの身体へのダメージが減っていくと捉えるのがいいだろう．
また、貫通レベルとは別に貫通力と言う数値があり、貫通レベル1なら10~19、レベル2なら20~29となっており、貫通レベルが同じでも、この数値が低いと、貫通レベルでは貫通できるはずのアーマーも貫通できないことがある(例5.56×45mm855A1貫通レベル４貫通力40)
- アーマーレベル・弾薬貫通レベルはともに高くなるほど、使用するコーエンも多くなる。
- 弾薬がアーマを貫通できるのは最高で弾薬レベル＋１(貫通確率は下がる)と考えたほうがいいだろう。
- アーマーの耐久値が0になると、アーマーの意味をなさなくなる.また弾薬の貫通確率はアーマの耐久値によっても変わる．
- 貫通レベルよりアーマーのレベルが高いと貫通されたとしても受けるダメージが軽減される。
- 貫通レベルが上がると基本的に反動が大きくなるデメリットと精度が良くなるメリットがある。

## トレーダーの種類
- ジョエル・ギャリソン

弱い武器、弾薬、タスクも受注できる
- ライル・モレノ

医療品、倉庫拡張用のケース、その他のアイテム(アイテムとの交換)タスクの受注
- ディック・ヴィンソン

2〜6レベルのヘルメット、2〜6レベルのアーマー、チェストリグ、バックパック、タスクの受注
また鍵や鎮痛剤などのアイテムが売っていることもある。又1日に3回更新(8時間毎）の特別なトレードができ、場合によっては破格安さで高額装備を売ってくれる。
- ブラッドレン

ジョエルと比べ少し強い武器、弾薬、そのパーツ、タスクの受注
- トーマス・エドワード

汎用性の高い武器、強力な武器、弾薬、タスクの受注
- ランドール・フィッシャー

遠、中距離用の武器、弾薬、3〜5レベルのヘルメット、サーマルゴーグル、4〜5レベルのアーマー、3〜4レベルの防弾リグ、ヘッドセット、銃のアタッチメント、タスクの受注
- ロドリゲス

タスクの受注、勢力通貨の換金
- アンドレ

勢力専用武器、弾薬、医薬品、グレネード、車両のキー(鉱山用)、勢力通貨
ウィークリータスク、タスクの受注
- ケイラ

勢力専用武器、弾薬、医薬品、レベル4アーマー
グレネード、勢力通貨、ウィークリータスク、タスクの受注